# Bertrand Damaisin
Bertrand Éric Hugues Damaisin (ur. 27 października 1968 w Lyonie) – francuski judoka.
Na Igrzyskach Olimpijskich w Barcelonie w 1992 zdobył brązowy medal w wadze półśredniej (wraz z reprezentantem Korei Południowej Kim Byung-joo). Do jego osiągnięć należy także brązowy medal mistrzostw Europy (Paryż 1992). Dwukrotnie był mistrzem Francji (1993, 1997).
Startował w Pucharze Świata w latach 1991–1993, 1995, 1998 i 1999.